# Chili op de Olympische Winterspelen 1988
Tijdens de Olympische Winterspelen van 1988, die in Calgary (Canada) werden gehouden, nam Chili voor de negende keer deel.

## Deelnemers en resultaten

### Alpineskiën
| Olympiër             | Discipline       | Resultaat | Prestatie                                                                             |
| -------------------- | ---------------- | --------- | ------------------------------------------------------------------------------------- |
| Dieter Linneberg     | afdaling (m)     | 42e       | 2.11,16 (+11,53)                                                                      |
| Dieter Linneberg     | combinatie (m)   | dns-s1    | niet gestart slalom run 1 afdaling: 1.55,97                                           |
| Nils Linneberg       | afdaling (m)     | 41e       | 2.09,83 (+10,20)                                                                      |
| Nils Linneberg       | super g (m)      | dnf       | opgave                                                                                |
| Nils Linneberg       | reuzenslalom (m) | dnf-1     | opgave run 1                                                                          |
| Nils Linneberg       | combinatie (m)   | dnf-a     | opgave afdaling                                                                       |
| Paulo Oppliger       | super g (m)      | 37e       | 1.49,71 (+10,05)                                                                      |
| Paulo Oppliger       | reuzenslalom (m) | 44e       | 2.23,76 (+17,39) 1.13,16+1.10,60                                                      |
| Paulo Oppliger       | slalom (m)       | dq-1      | diskwalificatie run 1                                                                 |
| Paulo Oppliger       | combinatie (m)   | dq-s2     | diskwalificatie slalom run 2 afdaling: 1.57,65                                        |
| Mauricio Rotella     | reuzenslalom (m) | 43e       | 2.23,13 (+16,76) 1.12,40+1.10,73                                                      |
| Mauricio Rotella     | slalom (m)       | dnf-1     | opgave run 1                                                                          |
| Juan Pablo Santiagos | super g (m)      | 33e       | 1.48,74 (+9,08)                                                                       |
| Juan Pablo Santiagos | reuzenslalom (m) | 40e       | 2.21,47 (+15,10) 1.12,69+1.08,78                                                      |
| Juan Pablo Santiagos | slalom (m)       | 25e       | 1.55,82 (+16,35) 1.00,31+55,51                                                        |
| Juan Pablo Santiagos | combinatie (m)   | 23e       | 224,2 (+187,65) afdaling: 128,27 p. (1.58,52) slalom: 95,93 p. (1.37,09: 49,18+47,91) |

Amerikaanse Maagdeneilanden · Andorra · Argentinië · Australië · België · Bolivia · Bondsrepubliek Duitsland · Bulgarije · Canada · Chili · China · Chinees Taipei · Costa Rica · Cyprus · Denemarken · Duitse Democratische Republiek · Fiji · Filipijnen · Finland · Frankrijk · Griekenland · Groot-Brittannië · Guam · Guatemala · Hongarije · IJsland · India · Italië · Jamaica · Japan · Joegoslavië · Libanon · Liechtenstein · Luxemburg · Marokko · Mexico · Monaco · Mongolië · Nederland · Nederlandse Antillen · Nieuw-Zeeland · Noord-Korea · Noorwegen · Oostenrijk · Polen · Portugal · Puerto Rico · Roemenië · San Marino · Sovjet-Unie · Spanje · Tsjecho-Slowakije · Turkije · Verenigde Staten · Zuid-Korea · Zweden · Zwitserland